# Bourges 1979
Bourges 1979 ist ein Livealbum der französischen Progressive-Rock- und Zeuhl-Gruppe Magma. Es wurde am 17. April 1979 auf dem Festival Printemps de Bourges von Francis Linon aufgezeichnet und 2008 als Doppel-CD auf Seventh Records veröffentlicht und 2020 remastered neu aufgelegt.

## Musikstil
Magma hatte das Konzert mit einer achtköpfigen Besetzung eingespielt, darunter fünf Sängerinnen und Sängern, einschließlich Klaus Blasquiz, Schlagzeuger Christian Vander und Stella Vander (Gesang und E-Piano), dazu Jean-Luc Chevalier an Gitarre und Bass, Michel Hervé am Bass, André Hervé an den Tasteninstrumenten und René Garber am Saxophon. Wie beim vorangegangenen Studioalbum Attahk treten, vor allem auf der ersten CD Zünd 1 prägende Stilelemente des Zeuhl und Progressive Rock zugunsten einfacherer und eingängierer Elemente aus Funk, Soul und Disco in den Hintergrund. Stellenweise werden Stücke mit den zweistimmigen Basslinien „basse terre“ und dem höher gestimmten „basse air“ gespielt, wie es bei Attahk entwickelt wurde, wofür Jean-Luc Chevalier von der Gitarre zum Bass wechselt. Die zweite Disk Zünd 2 enthält Variationen der Magma-Klassiker Hhaï und Mëkanïk Dëstruktïẁ Kömmandöh (MDK) im progressiven Zeuhl-Stil.

## Titelliste
Alle Titel wurden von Christian Vander geschrieben.

### Zünd 1
1. Entrée en scène – 1:06
2. Retrovision – 16:42
3. The Last Seven Minutes – 10:44
4. Ürgon Gorgo – 12:04
5. Korusz XXVI – 21:07

### Zünd 2
1. Entrée en scène – 0:30
2. Hhaï – 10:55
3. Nono – 8:14
4. Mëkanïk Dëstruktïẁ Kömmandöh – 28:32

## Rezensionen
Bei Kritikern erhielt das Album durchschnittliche Bewertungen. Auf dem englischsprachigen Progressive-Rock-Portal Prog Archives errang es 3,97 von fünf Punkten, bei 40 abgegebenen Stimmen. Rezensent John Davie alias Benutzer Mellotron Storm beschreibt Disk 1 als mainstreamlasting und funky im Vergleich zu Magmas Hochzeit, wofür die Stücke auf Disk 2 als regelrechte „killer“ im positiven Sinne entschädigen. Er bewertet das Doppelalbum mit 4/5 Sternen. Jochen Rindfrey hält das Album für durchwachsen und vergibt auf dem deutschsprachigen Progressive-Rock-Portal Babyblaue Seiten 9/15 Punkte. Er stellt fest dass: „Die Zeit Ende der 70er / Anfang der 80er wie für viele Bands aus dem Bereich des Progressive Rock auch für Magma nicht die beste [war].  Die stilistische Wandlung [hin zu populäreren Musikstilen] hinterlässt erwartungsgemäß ihre Spuren auf dieser Aufnahme.“ Zünd 1 hält er für „reichlich durchwachsen“ positiver bewertet er Zünd 2, wobei er insbesondere den Titel Hhaï hervorhebt, der seiner Meinung nach „hier in einer wahrhaft furiosen Version dargebracht wird“.